# Schloss Windhaag

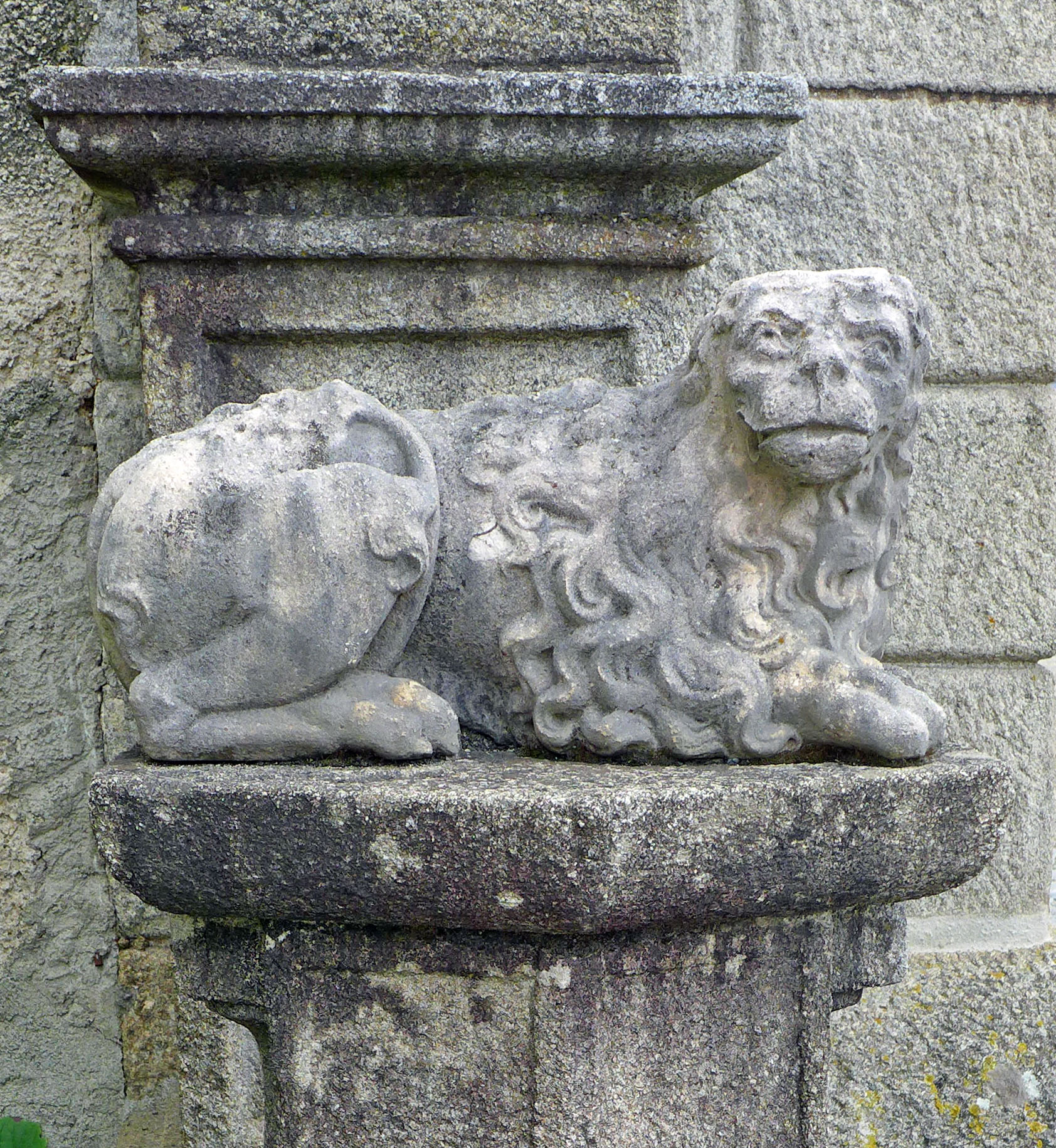
Steinmetzarbeit vom Schloss Windhaag

Das eigentliche Schloss Windhaag, auch Neues Schloss Windhaag oder Windhag II bezeichnet, war ein Renaissance-Schloss etwa 250 Meter östlich des heutigen Ortszentrums der Gemeinde Windhaag bei Perg in Oberösterreich. Errichtet 1642 bis 1673, wurde es 1681 schon wieder abgerissen.
Im Gegensatz dazu blieb am gleichen Standort die ältere Burg Windhaag, auch Altes Schloss Windhaag, Veste Windhaag oder Windhag I bezeichnet, als Burgruine Windhaag erhalten. Die Schreibweise Windhag ist eine ältere, Windhaag eine neuere.

## Geschichte
Die Geschichte des Schlosses Windhaag beginnt mit Joachim Enzmilner (* 1600; † 1678). Enzmilner hatte die Herrschaft Windhaag bei Perg (ohne die Ämter Zell und Weißenbach) am 17. August 1636 von Verwandten der Erben des Lorenz Schütter gekauft.
Enzmilner fand das alte Schloss nicht mehr zeit- und standesgemäß. Er erreichte die Lösung der Lehensbande, brachte das Schloss in seinen Besitz und begann 1642 mit dem Bau eines neuen Renaissance-Schlosses in italienischem Stil. Dafür mussten zunächst das hügelige Gelände und manche Gräben einplaniert werden, um vor dem Alten Schloss ein eher ebenes Gelände für die neuen Gebäude und Plätze zu schaffen.
Nach dem Bau des neuen Schlossgebäudes, der 1648 abgeschlossen war, dauerte es noch 25 Jahre, bis die Inneneinrichtung fertiggestellt war. Wer die Künstler und Bauleute und wie hoch die Baukosten waren, ist nicht mehr bekannt. Umfangreiches Archivmaterial ging verloren.
Altes und Neues Schloss wurden durch eine Brücke verbunden. Wegen seiner reichen Architektur, seiner aufwendigen Einrichtungen und der schönen Gartenanlagen galt es als »das erste und vornehmste Prachtschloss im Land ob der Enns«.
Enzmilner starb am 21. Mai 1678. »Das erste und vornehmste Prachtschloss im Land ob der Enns« und die gesamte Herrschaft Windhaag erhielt das Dominikanerinnenkloster Windhag als Ausstattung. Das im Alten Schloss vorerst eingerichtet gewesene Dominikanerinnenkloster war der Priorin Eva Magdalena Enzmilner (* 1629; † 1700, Tochter des Joachim) freilich zu klein und zu improvisiert. Sie begann ab 1681 eine neue Klosteranlage auf dem Areal der Schlossgärten (heutiges Ortszentrum) zu errichten. Für diesen Klosterbau ließ Eva Magdalena das Neue Schloss nur acht Jahre nach dessen Fertigstellung mit Ausnahme des Kapellenbaues gänzlich abreißen um Baumaterial zu gewinnen. Auch das nahegelegene Schloss Pragtal ließ Eva Magdalena abreißen und als Baumaterial verwerten. Das Schlossinventar wurde verkauft und vergeudet. Nur mehr wenige Relikte der Schlossanlagen finden sich heutzutage noch dort und da.
Der Klosterbau war 1691 soweit beendet, 1693 war die zugehörige Kirche geweiht, die heute als Pfarrkirche Windhaag dient. Eva Magdalena starb am 5. Jänner 1700. Sie hinterließ beträchtliche Schulden. Am 1. Juni 1700 steckte ein Blitz Teile des Klosters in Brand. Die Klosterfinanzen erholten sich danach nie mehr. 1765 wurde das Kloster wegen der Überschuldung der Güterverwaltung des Linzer Domkapitels unterstellt. Die Klosteraufhebung folgte 1782 im Laufe des Josefinismus.

## Beschreibung
Das eigentliche Schloss war um einen abschüssigen viereckigen Innenhof gruppiert. In diesem Hof plätscherte der große Schlossbrunnen. Die Topographia Windhagiana überliefert uns gute Beschreibungen und Ansichten davon.
Die Herrschaftsräume befanden sich im Eingangstrakt des Schlosses gegen Westen zu, mit Blick auf den Schlossplatz und die Schlossgärten. Die eigentlichen Zimmer der Herrschaft (auch Retirada = Rückzugsort bezeichnet) enthielten auserlesene Einrichtungsstücke. Türkische Teppiche belegten die Böden. Dort also residierte Enzmilner. Die Schlafkammer Enzmilners hatte eine Erweiterung. Dort stand ein Altar. Er war aus schwarz gebeiztem Holz, der Zierrat vergoldet, mit Säulen, Engelsfigürchen und mit einem „auf Blatt gemalten“ Gemälde, alles geschützt von einem grün-goldenen Eisengitter davor. Eine besondere Schreib- und Vorstube ergänzte diese Retirada.
Die Kunstkammer des Schlosses war ursprünglich auch im Eingangstrakt und über dem Tor. Sie enthielt eine Sammlung von Münzen, Edelsteinen, Uhren, Mineralien, Naturalien, Wappen, Kostümen etc. Grundstock waren die 1666 aus der Verlassenschaft des Reitmarschalls der niederösterreichischen Stände Christoph Adam Fernberger von Egenberg erworbenen Kostbarkeiten. Die knapp 20.000 Münzen waren in einem großen Münzkasten mit 600 Schubfächern hinterlegt. Darunter Münzen hebräischer, babylonischer und assyrischer Herkunft. Zu den eher exotischen Naturalien gehörte der dreieckige Elefantenstuhl aus den Knochen jenes ersten Elefanten in Wien, den Kaiser Maximilian II. 1552 aus Spanien mitbrachte. Er ist jetzt noch im Stift Kremsmünster erhalten und nachweisbar.
Im Eingangstrakt gegen Osten zu befand sich der repräsentative Österreichersaal. Ihn schmückten Tapisserien an den Wänden, an der Decke Stuckarbeiten und Gemälde aus der Geschichte der Habsburger, mit König Rudolf I. in der Mitte. Am Boden rot-weißes Marmorpflaster.
Beim Österreichersaal führte eine Stiege hinab in die Salla Terrena (Frescada, Erdgeschoß-Saal). Die Wände der Salla waren bedeckt mit kleinen Kieselsteinen. Eine Tür führte in das Lustgärtchen mit Springbrunnen. Gegenüber und nahe dem Hausberg gab es die Grotta, einen Pavillon mit Wasserspielen und Lustzimmern.
Im Osttrakt gab es einen zweiten und größeren Festsaal, den Römersaal (26 m lang, 7 m breit). Ihn schmückten Tapisserien an den Wänden, an der Decke Stuckarbeiten und Gemälde aus der Geschichte des Römerreiches. Am Boden rot-weißes Marmorpflaster. Der Saal lief in einem rondellartigen Abschluss (Turmzimmer) aus. Das Turmzimmer enthielt ein Bild, die Audienz Enzmilners beim Papst Innozenz X. in Rom am 23. Juni 1645 darstellend.
Der ursprünglich alleinige Bibliothekssaal befand sich im Osttrakt im Stockwerk unterhalb des Römersaals. Ihn schmückten die Bücher in den Stellagen entlang der Wände, in den Gewölbefeldern Stuckarbeiten und Gemälde. Auch er hatte einen rondellartigen Abschluss (Turmzimmer). Dort standen ein Himmels- und ein Erdglobus. 7 Lesepulte füllten den Saal. In den Stellagen darunter lagerten auch Bücher. Versperrt und „mit geistlicher Privilegio“ lagerten in einem Pult die von der katholischen Kirche Verbotenen Bücher. Kombiniert mit den eisernen Eingangstüren gab es eiserne Gittertüren. Der Saal konnte so versperrt und trotzdem gelüftet bleiben.
Mit der Zeit wurde der Bibliothekssaal zu klein. So ließ Enzmilner an den Osttrakt einen besonderen Bibliothekstrakt in Richtung Hausberg anbauen. Das ergab dann zusammen drei Bibliothekssäle. Sie waren 22 m, 24 m bzw. 16 m lang und 6 m breit. Sie enthielten: Bibliotheca antiqua mit Büchern bis 1550, nova mit Büchern 1550 bis 1650, und moderna mit Büchern ab 1650. Eingerichtet war die Bibliothek in der Zeit von 1656 bis 1670 worden. Einen Teil der Bücher erbte Enzmilner von seinem Vater Jodok Entzenmüller. Durch den Erwerb der Bibliotheken adeliger und nichtadeliger Personen (unter anderem Helmhart Jörger von Schloss Steyregg) sowie durch Kauf bei Buchhändlern baute er sie aus. Die Bibliothek enthielt schließlich 20.000 Bände (genaue Zahl ist unklar). Der Dominikanerpater Hyazinth Marian Fidler war jahrelang mit der Ordnung der Bücher beschäftigt.
Den inneren Schlosshof mit dem Schlossbrunnen schloss nach Süden eine Renaissance-Galerie ab. Jede der drei Etagen hatte 5 Rundbögen, getragen von schlanken Säulen. Abbildungen zierten die Rundbögen, oben die Abbildungen der römischen Kaiser, mittig die der christlichen Kaiser, unten die der vier Monarchen. Unten war auch das Tor ins Alte Schloss.
Nach Westen zu folgte der Kapellenbau. Dieser Kapellenbau, errichtet 1512, war ein Zubau des Alten Schlosses gewesen. Enzmilner ließ den Bau erweitern und reichlich ausstatten. Der Kapellenbau wurde so Teil des Westtraktes. Der Passauer Weihbischof Martin Geiger weihte die Kapelle 1664. Die Kapelle schmückten Stuck und Gemälde, rot-weißes Marmorpflaster, drei Altäre und eine Kanzel. Altäre und Kanzel waren aus schwarz gebeiztem Holz, der Zierrat vergoldet, sie hatten Säulen, Statuen und „auf Blatt gemalte“ Gemälde. Selbst die Kirchenstühle hatten schön eingelegte Tischlerarbeit (Intarsien). Die Kapelle ergänzten noch ein Türmchen mit Glocken, die Musica (Empore für die Orgel), die Sakristei mit Beichtstüberl und die Gruft. Die Musica hatte einen besonderen Zugang von außen über einen Laufgang entlang der Fassade, dem „Eisengang“. Auch die Gruft schmückte ein Altar. Das Oratorium (Chorempore für die Herrschaft) stieß an die Herrschaftsräume im Westtrakt.
Die Tafelstube der Herrschaft (Speisesaal) lag mitten im Westtrakt über der Hauptküche. Die Decke schmückten Stuckarbeiten und „komische“ Darstellungen. In der Tafelstube gab es weiters 59 Gemälde von Kaisern, Königen, Erzherzogen. Eine Tür führte auf die Altane (Söller, überdachte Plattform, Balkon). Von der Altane ging der Blick nach Westen auf die Schlossgärten. Unterhalb konnte man das Vogelhaus, die Terrasse des Pomeranzengartens, den Hang mit den Weinreben, ganz unten die Schlossteiche, und anschließend im Meierhofgarten die dort gehegten Hasen, Rehe und Hirsche entdecken. Eine andere Tür führte in die Frauengemächer der Herrschaft im Westtrakt. Sie waren verziert mit Stuckarbeiten und Gemälden der Enzmilnerischen Besitzungen in Niederösterreich. Hier residierten die Ehefrauen Maria Magdalena (geborene Kirchstetter) und nach deren Tod Maria Emilia Catharina (geborene von Sprinzenstein). Eine wieder andere Tür ging auf eine geheime Stiege für die Herrschaft.
Im Schloss gab es dazu noch die Rüstkammer, sie barg eine Waffensammlung. Und die Werkzeugkammer, sie enthielt Werkzeuge für alle Handwerke. Und die gut ausgestattete Apotheke, mit Materialzimmer, Laboratorium mit Destillieröfen und kleinem Keller (Kühlraum).
Die zahlreichen weiteren Räume der Schlossbauten dienten als Wirtschafts- und Gästekammern, und für die Schlossverwaltung (Pfleger). Besonderheit waren eigene Stuben für die Buchbinder (die Buchbinder sollten alle neuen Bücher in Schweinsleder mit Clausuren (Schließen) oder weiß mit grünem Buchschnitt einbinden), den Maler, die Kupferpresse (Kupferstich-Presse). Es gab auch noch Lagerflächen für Mehl, Getreide, Heu, Har (Flachs), Malz usw. im Schloss selbst. In der Dirnitz (Dürnitz) im Eingangstrakt wurde das Schlosspersonal verköstigt. Die Bäckerei (Pfisterei), die Silberkammer (für das Tafelsilber und die Wertsachen), das Gefängnis, das Schießpulverlager im Turm und anderes waren im Alten Schloss verblieben. In einem Nebengebäude gab es auch eine Krankenstube und eine Badestube.
Die Umgebung der Schlossanlage war wie ein umtriebiges Dorf: Brauhaus mit Braukeller. Eisgrube (Eiskeller). Pferdehof. Wagenschuppen. Rossschwemme (Teich). Hopfengarten. Kirchlein Portiuncula (erbaut 1651. Bei der italienischen Reise Enzmilners besuchte er am 22. Mai 1645 auch das Portiunculakirchlein zu Assisi in Umbrien. Dabei machte er das Gelübde, ein gleiches Kirchlein auf seiner Besitzung erbauen zu lassen). Fasan- und Rebhühnergarten. Großer Schlossgarten (Lustgarten mit Türmchen, Laubengängen, Lusthäusern, Rohrbrunnen, Labyrinth, Küchenbeet, Blumenbeet, Quittenäpfel, Quittenbirnen und Schildkrötenteich). Meierhofgarten. Schlossteiche. Gärtnerhaus. Großer Meierhof. Lindenallee. Meierhofteiche. Schlossplatz. Handwerkshäuser (Waschhaus, Schlosserei, Schmiede, Kohlegewölbe, Binder und Holzstadel). Und Stuben, Küchen und Scheunen aller Art. Und Ställe aller Art (für Pferde, Kühe, Jungvieh, Ochsen, Schafe, Schweine, Hühner und Ententeich). Mit der Zeit kam auf der Anhöhe nördlich des Schlosses ein weiterer Schlossgarten hinzu, der als Lustgarten gestaltet wurde. Wasser gab es vom Hausberg aus sieben quellengespeiste Brunnen. Etwas weiter entfernt war die Hoftaverne. In das Tavernengebäude zog 1734, nach dem Einsturz des Alten Schlosses, das Hofrichteramt ein, 1849 das Forsthaus. Noch weiter entfernt war die Mühle am Hausbergbach.
Vom Neuen Schloss Windhaag erhielten sich eigentlich nur Geländemerkmale. Lediglich drei Brunnen, ein Schlosstor und andere Steinmetzarbeiten sind noch dort und da als Relikte der Schlossanlage zu sehen.